# Rudolf Ewald Stier
Rudolf Ewald Stier (Wschowa, 17 marzo 1800 – Eisleben, 16 dicembre 1862) è stato un teologo tedesco.

## Biografia
Stier nacque a Fraustadt (Wschowa) nella Prussia meridionale e studiò all'Università di Halle e all'Università Humboldt di Berlino, prima legge e poi teologia; continuò i suoi studi teologici più tardi nel seminario pastorale di Wittenberg. Nel 1824 fu nominato professore all'Istituto missionario di Basilea. Successivamente tenne pastorati a Frankleben vicino a Merseburg (1829) e a Wichlinghausen (ora parte di Wuppertal) (1838). Nel 1850 fu nominato sovrintendente a Schkeuditz e nel 1859 a Eisleben.
Pubblicò una nuova edizione del Catechismo di Martin Lutero e una traduzione della Bibbia basata su quella di Lutero; ma è notato soprattutto per il suo commento riflessivo, devozionale e mistico sulle Parole del Signore (Reden des Herrn, 3 voll., 1843; Eng. trans., 8 voll., 1855-1858). Morì a Eisleben.